# Стъблеста медуза
Стъблестите медузи (Haliclystus auricula) са вид животни от семейство Lucernariidae.
Таксонът е описан за пръв път от Хенри Джеймс Кларк през 1806 година.